# Colladonus aflexus
Colladonus aflexus är en insektsart som beskrevs av Nielson 1962. Colladonus aflexus ingår i släktet Colladonus och familjen dvärgstritar. Inga underarter finns listade i Catalogue of Life.